# Dziewanna fioletowa
Dziewanna fioletowa (Verbascum phoeniceum L.) – gatunek rośliny z rodziny trędownikowatych. We florze Polski ma status gatunku rodzimego, chociaż według niektórych opracowań jest kenofitem.

## Rozmieszczenie geograficzne
Występuje w Europie Południowej i Środkowej oraz na znacznej części obszaru Azji (Kaukaz, Turcja, Zachodnia Syberia, Kazachstan, Kirgistan, Chiny). W Polsce jest rzadka, występuje na niżu, z wyjątkiem północnej części. Najliczniej występuje w południowej i wschodniej części niżu. W Karpatach znana jest tylko z jednego stanowiska na Pogórzu Wielickim. Znajduje się w okolicach Sułkowic, na południowym, podszczytowym stoku wzgórza Babia Góra.

## Morfologia
ŁodygaWzniesiona, pojedyncza, o wysokości do 1 m. Jest cała omszona, a w obrębie kwiatostanu gruczołowato owłosiona.
LiścieDolne liście zebrane w różyczkę liściową, liście łodygowe wyrastają skrętolegle. Mają krótkie ogonki, są jajowate lub eliptyczne, o brzegach grubo karbowanych lub wycinanych.
KwiatyPojedynczo wyrastają na głównej osi kwiatostanu. Oś kwiatostanu oraz jego gałązki i szypułki kwiatów są gruczołowato owłosione. Szypułki kwiatów są 3-4 razy dłuższe od ogruczolonego kielicha. Kwiaty fioletowe, grzbieciste o średnicy korony do 25 mm. Wszystkie nitki pręcików są wełniście owłosione fioletowymi włoskami. Czasami (rzadko) zdarzają się okazy o kwiatach białych lub żółtych.
OwocJajowatostożkowa torebka.

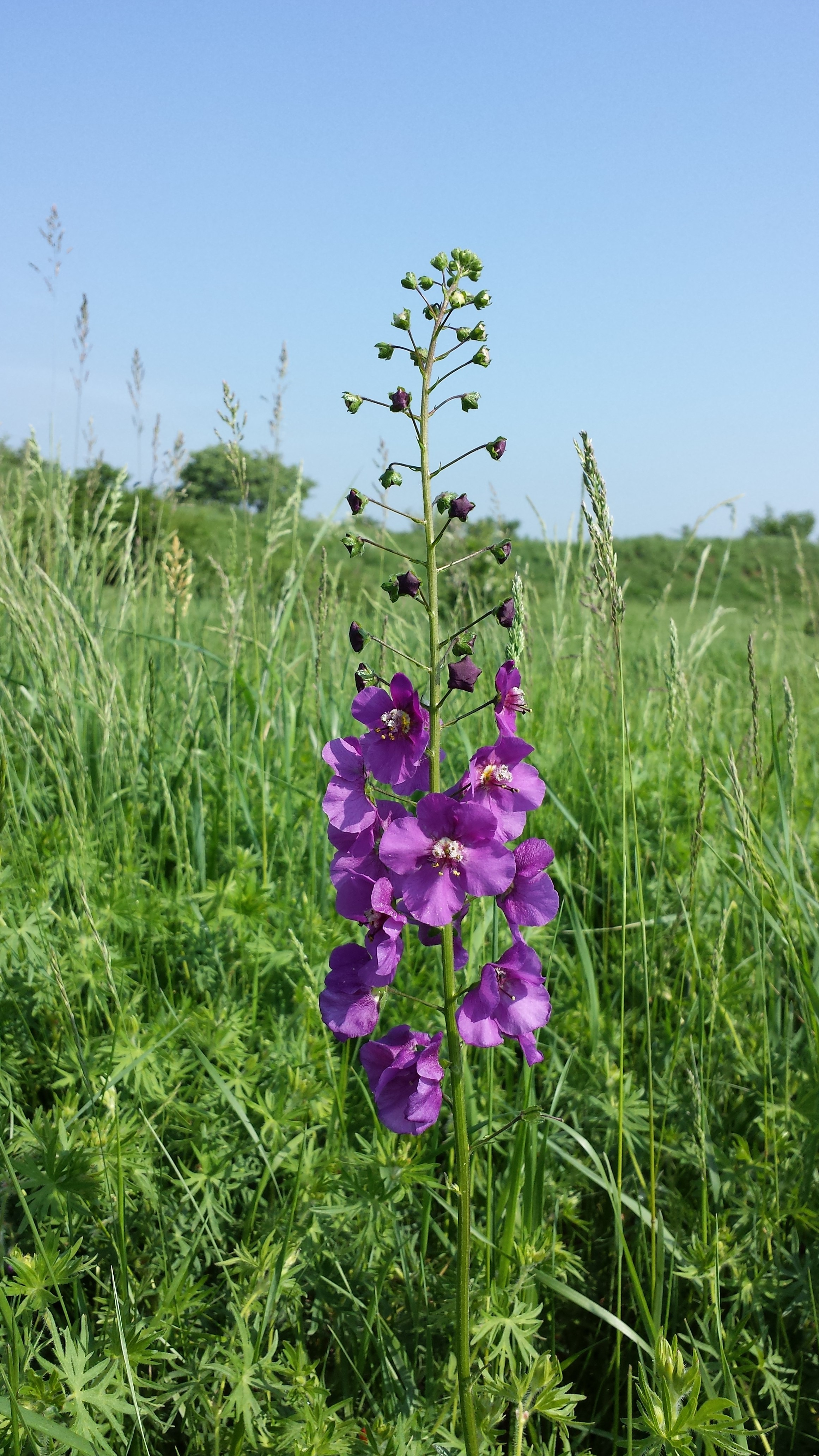
Pokrój
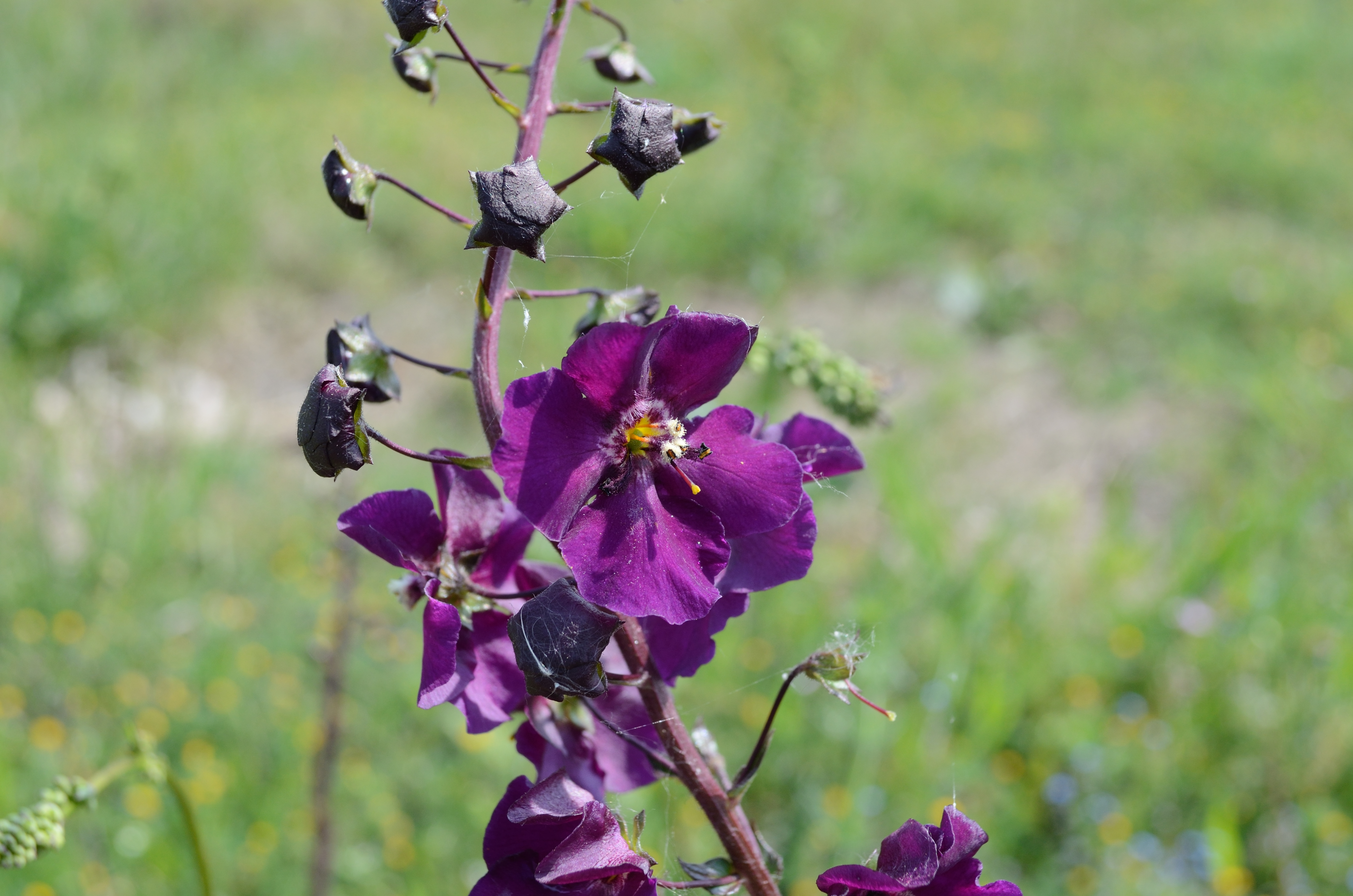
Kwiatostan
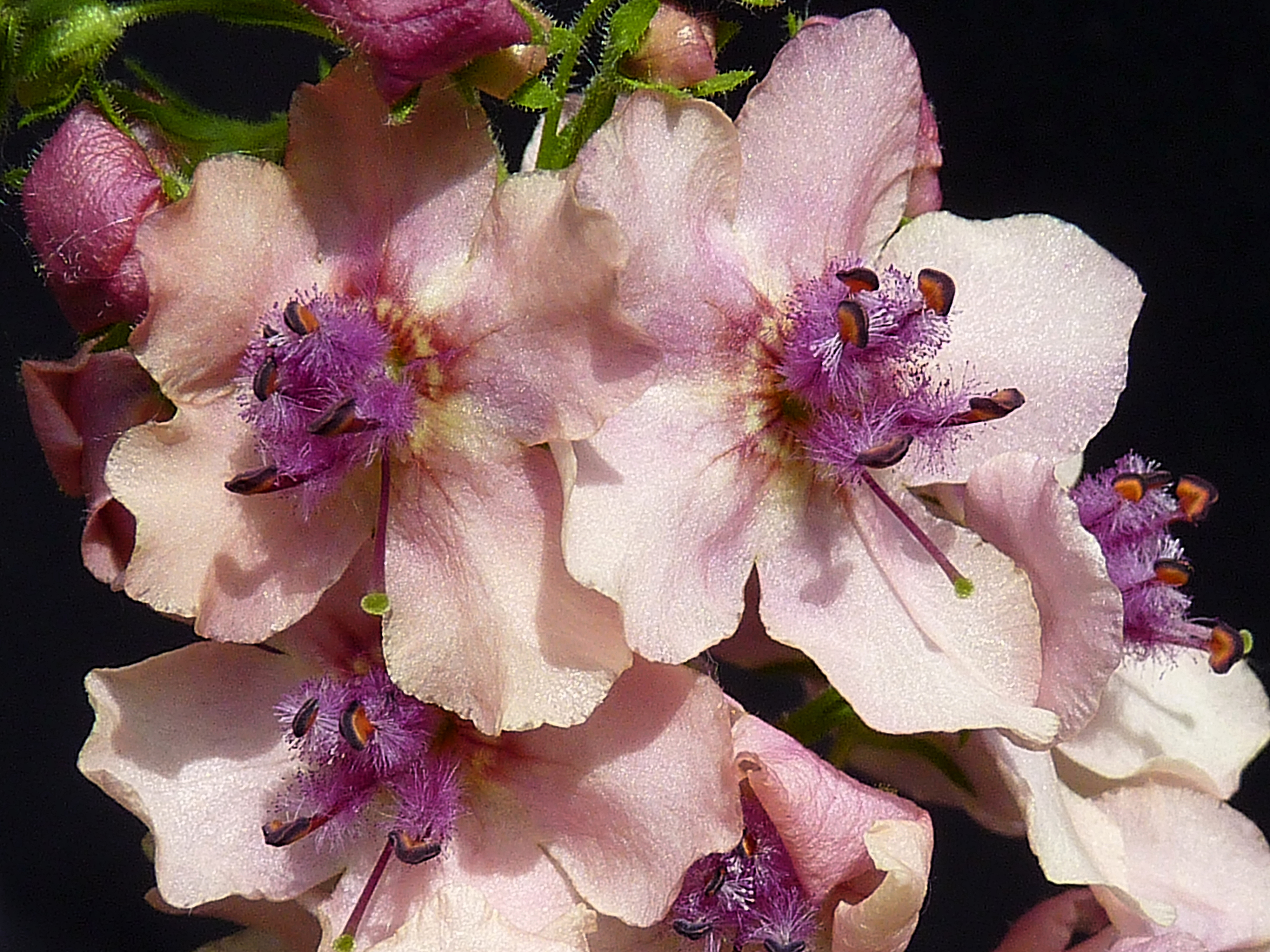
Kwiaty
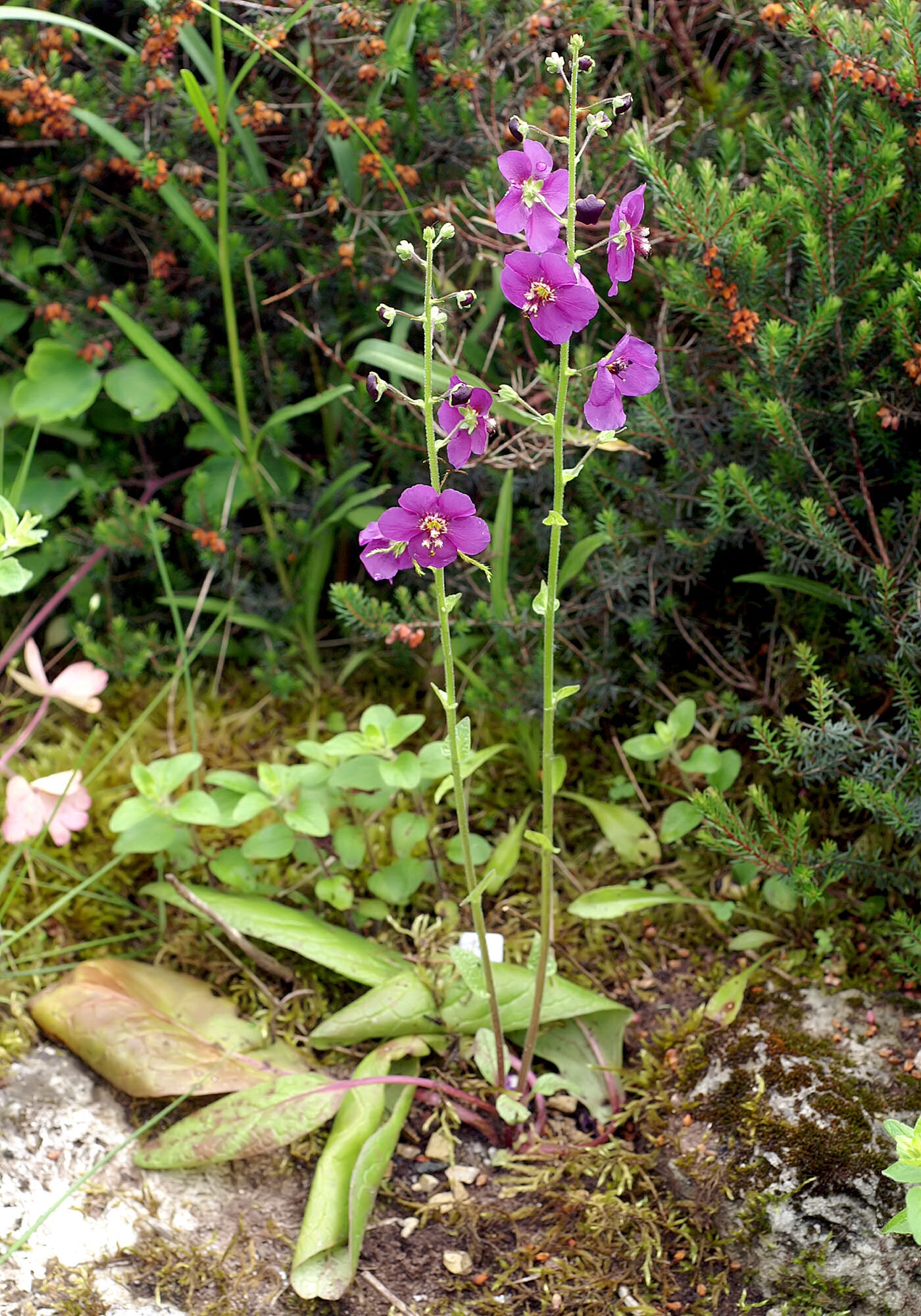
Pokrój

## Biologia i ekologia
Zazwyczaj roślina dwuletnia, hemikryptofit, czasami tylko roślina jednoroczna. W pierwszym roku wegetacji tworzy przy ziemi różyczkę liści, a dopiero w drugim roku wyrasta łodyga z kwiatostanem. Rośnie na słonecznych i suchych miejscach, na wzgórzach, łachach nadrzecznych, nasypach kolejowych. Preferuje gleby wapienne. Liczba chromosomów 2n = 32. W klasyfikacji zbiorowisk roślinnych gatunek charakterystyczny dla rzędu (O.) Festucetalia valesiacae.

## Zmienność
Tworzy mieszańce z dziewanną austriacką, dz. drobnokwiatową, dz. kutnerowatą, dz. pospolitą, dz. rdzawą, dz. wielkokwiatową i innymi.

## Zagrożenia i ochrona
W 2014 roku dziewanna fioletowa została objęta ochroną częściową. Została umieszczona na polskiej czerwonej liście w kategorii NT (bliski zagrożenia).